# Forres (circonscription du Parlement d'Écosse)
Forres dans l'Elginshire était une circonscription de Burgh qui a élu un Commissaire au Parlement d'Écosse et à la Convention des États.
Après les Actes d'Union de 1707, Forres, Fortrose, Nairn et Inverness ont formé le district d'Inverness, envoyant un membre à la Chambre des communes de Grande-Bretagne. 

## Liste des commissaires de burgh
- 1661: John Layne, bailli [1]
- 1665 convention: Francis Forbes de Thornhill [2]
- 1667 convention: Harie Ross [3]
- 1669–1672, 1678 convention: Patrick Tulloch de Boigton, provost [4]
- 1681–82: Thomas Urquhart [5]
- 1685–86: James Smith, heritor [6]
- 1689 convention, 1689: Thomas Tulloch (déclaré absent) [7]
- 1693–1702: William Brodie de Whitewreath  [7]
- 1702–07: George Brodie de Ailisk [8]